# Jorge Carreño Luengas
Jorge Carreño Luengas (San Gil, 1929-Bogotá, 13 de abril de 2022) fue un abogado y jurista colombiano, que se desempeñó como Presidente de la Corte Suprema de Justicia de ese país.

## Biografía
Nacido en San Gil, al centro del Departamento de Santander, se desempeñó durante veinte años como magistrado del Tribunal Superior del Distrito de San Gil. De allí pasó a ser Magistrado de la Corte Suprema de Justicia de Colombia, tras la muerte de todos sus magistrados durante la Toma del Palacio de Justicia en 1985; allí fue miembro de la Sala de Casación Penal de la Corte, que presidió a finales de esa década.
En 1990 fue elegido presidente del alto tribunal, y, como tal jugó un papel fundamental al avalar la Asamblea Constituyente de 1991, que derrogó la Constitución de 1886 y la reemplazó por una nueva. Ese mismo año fue condecorado con la Orden José Antonio Galán por la Gobernadora de Santander Clara Elsa Villalba.
Tras retirarse de la Corte, se desempeñó como decano de la Facultad de Ciencias Jurídicas y Políticas de la Fundación Universitaria de San Gil. Falleció en Bogotá el 13 de abril de 2022.